# Elmer Bennett
Elmer James Bennett (Evanston, Illinois, 13 de febrer de 1970) és un exjugador de bàsquet que jugava en la posició de base.

## Carrera esportiva
Bennett va ser triat en el Draft de 1992 per Atlanta Hawks en el lloc 38 de la 2a ronda. No obstant això, no va aconseguir un contracte NBA, de manera que va haver de foguejar-se en la CBA. La temporada 1996-97 va ser campió i MVP de la CBA amb l'Oklahoma City Cavalry. Després de passar per diferents equips tant de la CBA com de l'NBA va decidir començar la seva aventura europea.
En la temporada 1997-98, després de petites experiències en el bàsquet italià, Elmer Bennett recala a la Lliga ACB de la mà del TAU Vitòria, destacant ràpidament com un base ràpid i anotador. A Vitòria va guanyar dues copes del Rei i un títol de lliga. Va romandre a Espanya durant 11 temporades jugant també per al Reial Madrid (sent campió de lliga) i Joventut de Badalona (guanyant l'Eurocopa de la FIBA). Va destacar com un dels millors bases de la Lliga ACB a l'última década1 sent líder en assistències de la Lliga ACB durant cinc temporades, quatre d'elles de manera consecutiva (1998-2002). Transcorregudes tan sols 4 jornades de la temporada 2008-09, a les files del Cajasol, Bennett va anunciar la seva retirada als 38 anys.